# 超異能部隊
《密探睥死羊》（英語：The Men Who Stare at Goats）是一部2009年的喜劇電影改編自強·朗森（Jon Ronson）的同名小說《The Men Who Stare at Goats》。《密探睥死羊》於2009年11月6日首映，導演是格蘭·希斯洛夫，主要演員有佐治·古尼、伊雲·麥葵格、傑夫·布里吉、凱文·史貝西等。

## 故事
每日電訊報記者鮑勃·威爾頓（伊雲·麥葵格），訪問一名聲稱擁有心理能力的男子格斯·萊西。鮑勃對萊西的瘋狂不以為然。不久之後，鮑勃的妻子要離婚，鮑勃出於憤怒，飛往科威特，調查伊拉克戰爭。鮑勃會見特種部隊運營商，林恩·卡薩迪（喬治·克隆尼）。林恩透露，他為美國特種部隊培訓異能，包括隱形，遠程監視、穿牆過壁等，甚至可以瞪死羊。

## 外部連結
- 官方网站
- 互联网电影数据库（IMDb）上《超異能部隊》的资料（英文）
- AllMovie上《超異能部隊》的资料（英文）
- 爛番茄上《超異能部隊》 （页面存档备份，存于）的資料